# Budapest múzeumainak listája
Ez a budapesti múzeumok listája: 
Nyitvatartás általában kedd-vasárnap: 10-18 h. hétfőn: zárva
| Ábécé szerinti tartalomjegyzék                                                                           |
| --- |
| A, Á B C Cs D Dz Dzs E, É F G Gy H I, Í J K L Ly M N Ny O, Ó Ö, Ő P Q R S Sz T Ty U, Ú Ü, Ű V W X Y Z Zs |

## A, Á

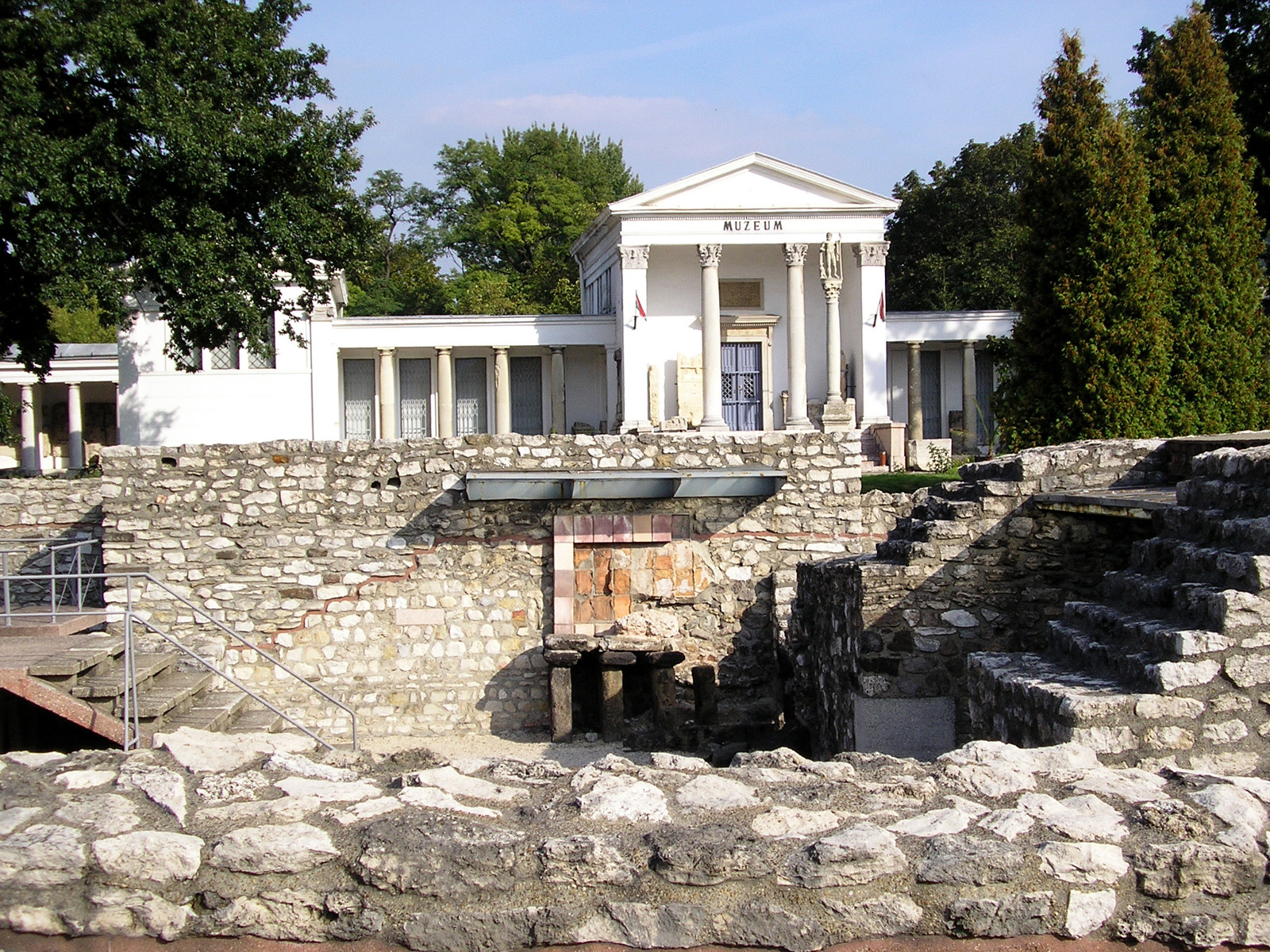
Aquincumi Múzeum

- Ady Endre Emlékmúzeum (V. Veres Pálné utca 4-6.)
- Aeropark (XVIII. Liszt Ferenc Nemzetközi Repülőtér)
- Albertfalvai Hely- és Iskolatörténeti Gyűjtemény (XI. Pentele utca 8.)
- Állatorvos-történeti Gyűjtemény (VII. Bethlen Gábor utca 20-24.)
- Angyalföldi Helytörténeti Gyűjtemény (XIII. József Attila tér 4.)
- Aquincumi Múzeum (III. Szentendrei út 135.)
- Arany Sas Patikamúzeum (I. Tárnok utca 18.)

## B

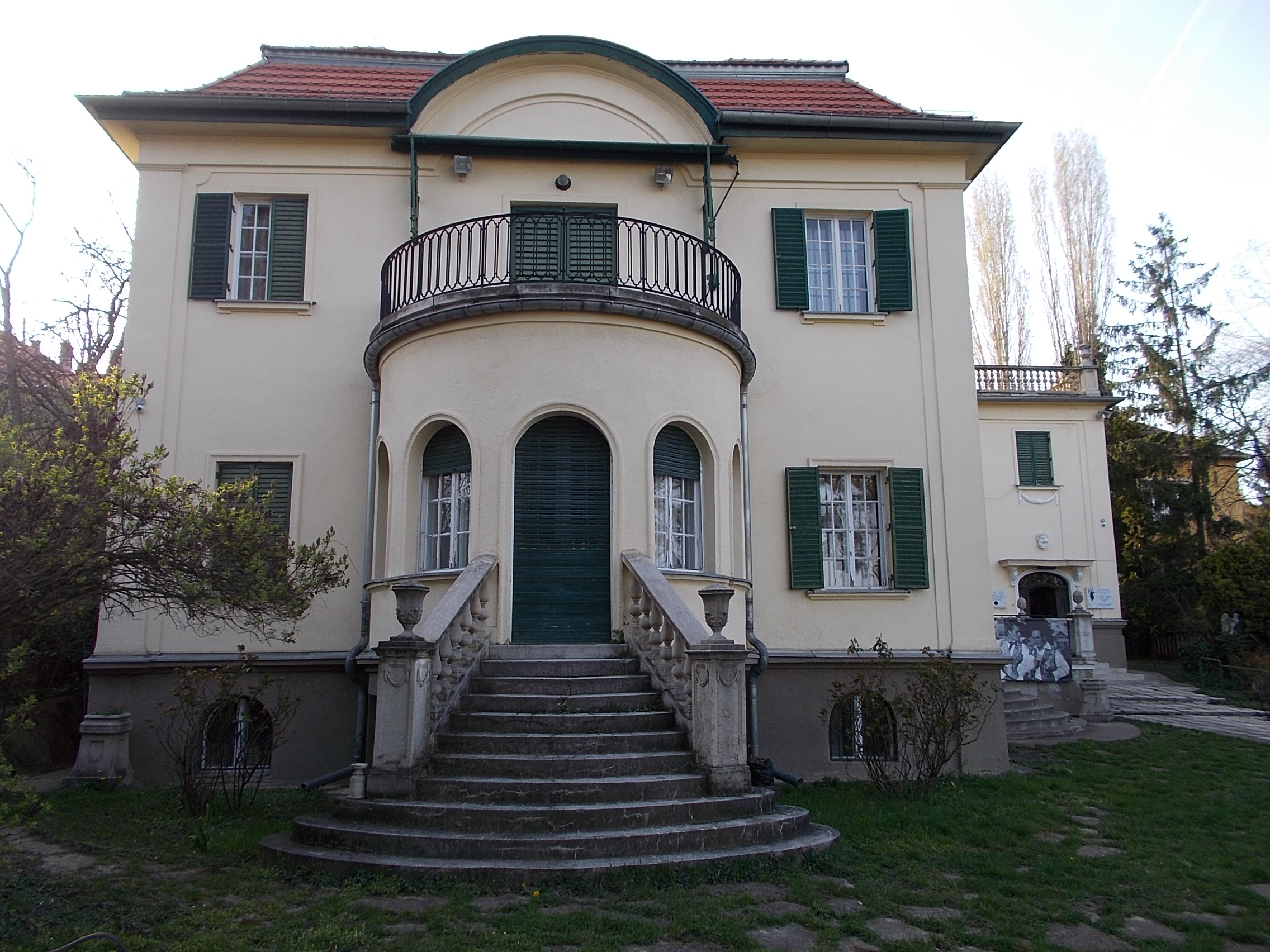
Bajor Gizi Színészmúzeum

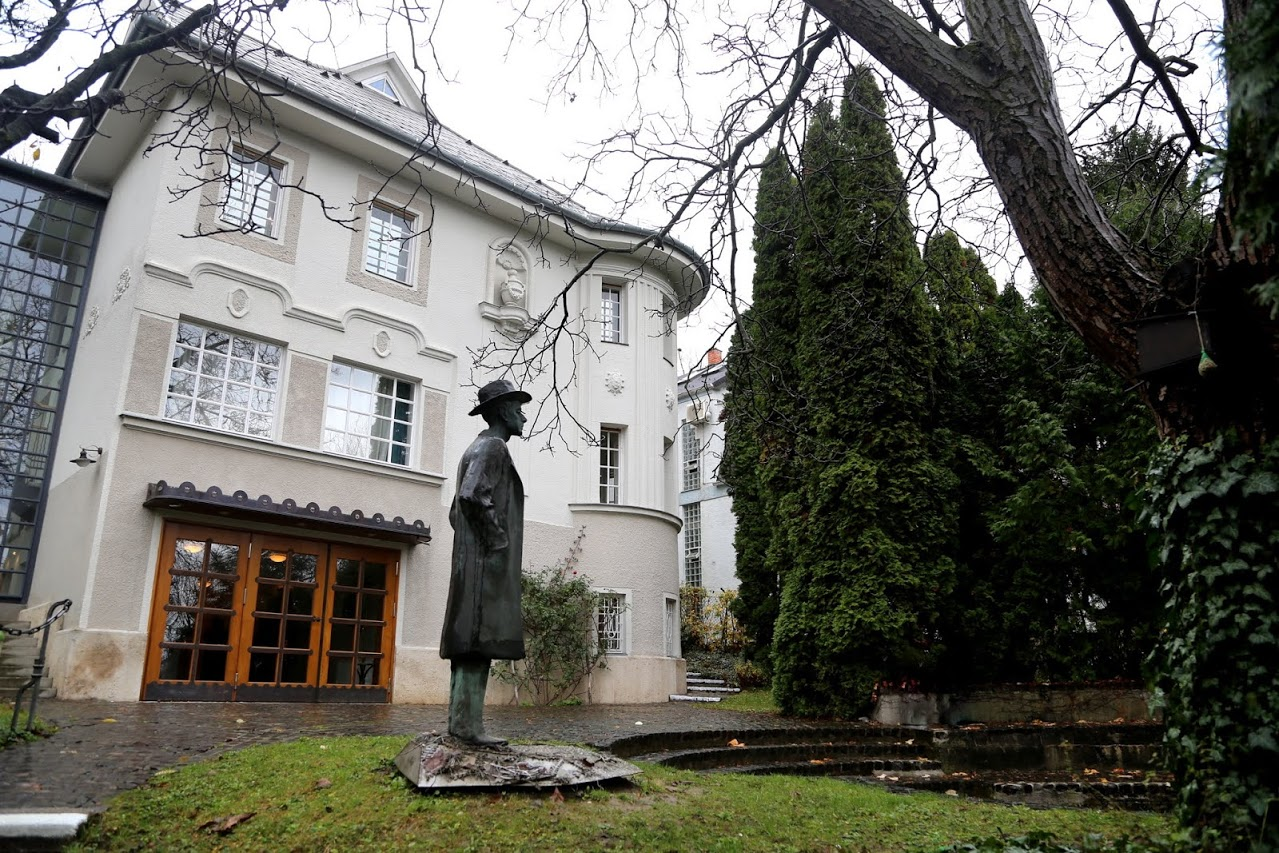
Bartók Béla emlékháza Budán

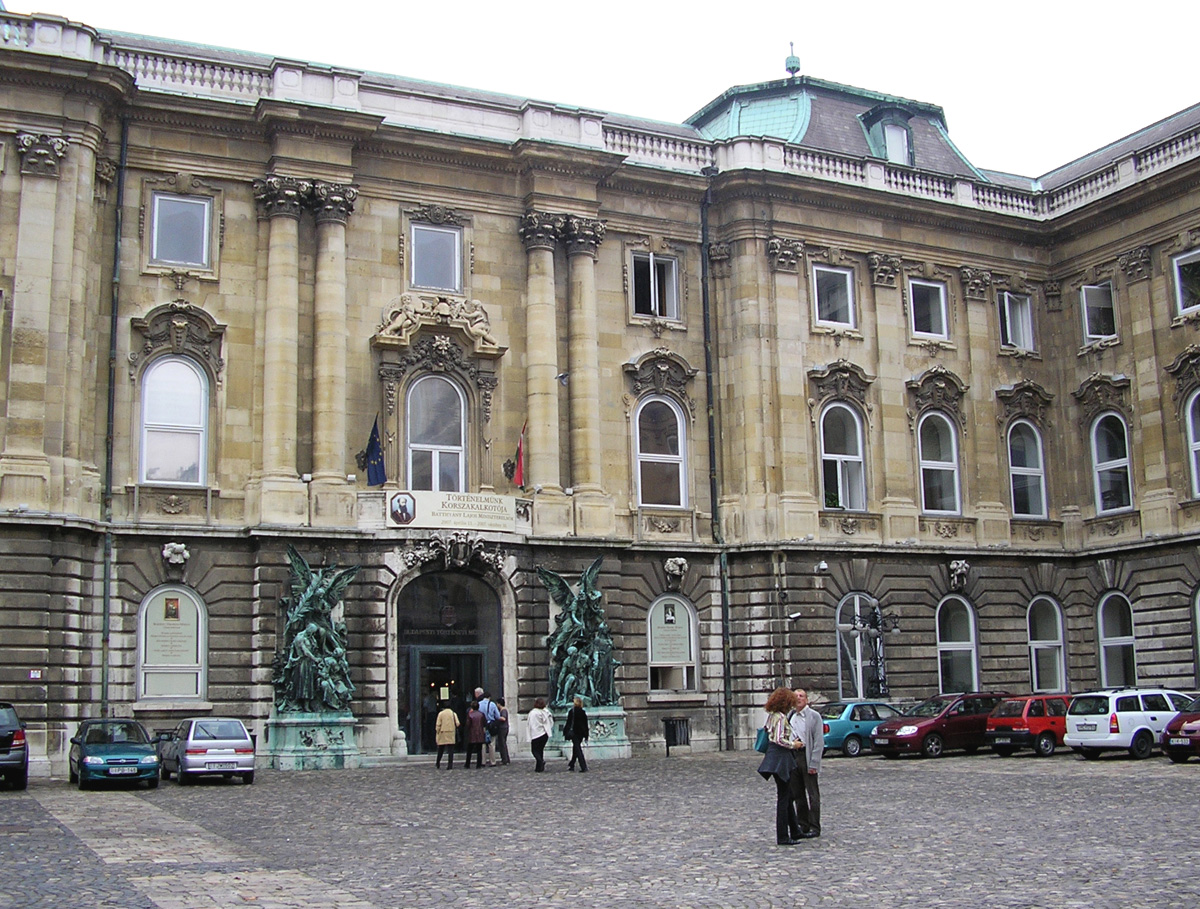
Budapesti Történeti Múzeum

- Bajor Gizi Színészmúzeum (XII. Stromfeld Aurél út 16.)
- Barlanglakás Emlékkiállítás (XXII. Veréb utca 2-4.)
- Bartók Béla Emlékház (II. Csalán út 29.)
- Bélyegmúzeum (VII. Hársfa utca 47.)
- Bibliamúzeum (IX. Ráday utca 28.)
- Borsos Miklós Emléklakás (I. Úri utca 6.)
- Bölcsődei Múzeum (VIII. Nagytemplom utca 3.)
- Budapest Galéria (III. Lajos utca 158.)
- Budapesti Történeti Múzeum (Budavári Palota E épület, I. Szent György tér 2.)
- Budavári Mátyás-templom Egyházművészeti Gyűjteménye (I. Szentháromság tér 2.)

## C
- Carl Lutz Emlékszoba (V. Vadász utca 29.)
- Cinkotai Tájház (XVI. Batthyány Ilona utca 16.)

## Cs
- Csekovszky-gyűjtemény Kiállítóháza (XVII. XVI. utca 1.)
- Csepeli Helytörténeti Gyűjtemény (XXI. Szent István út 230.)
- Csonka János Emlékkiállítás (XI. Bartók Béla út 31.)

## D

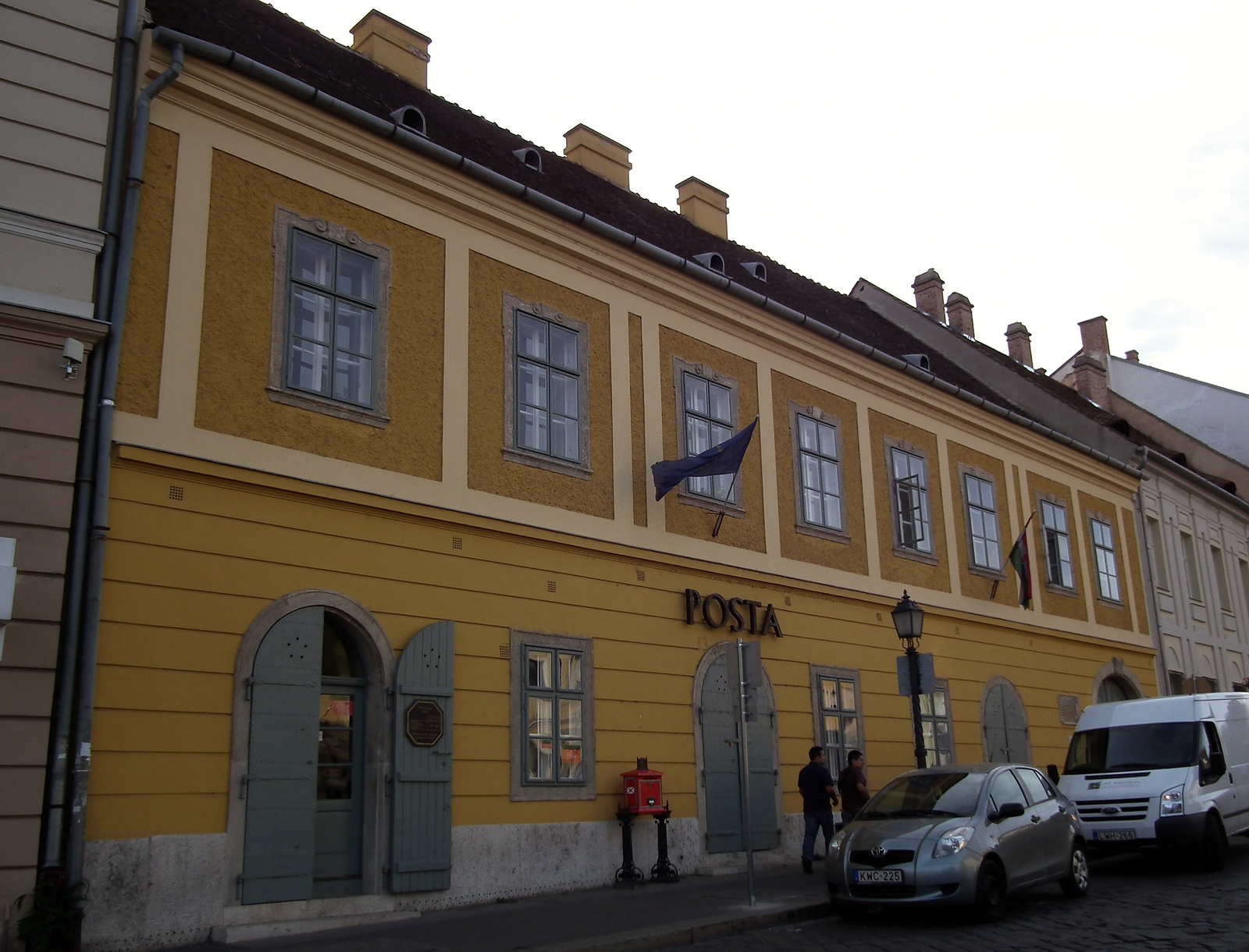
De la Motte-Beer-palota

- De la Motte–Beer-palota (I. Dísz tér 15.)
- Dreher Sörmúzeum (X. Jászberényi út 7-11.)

## E, É

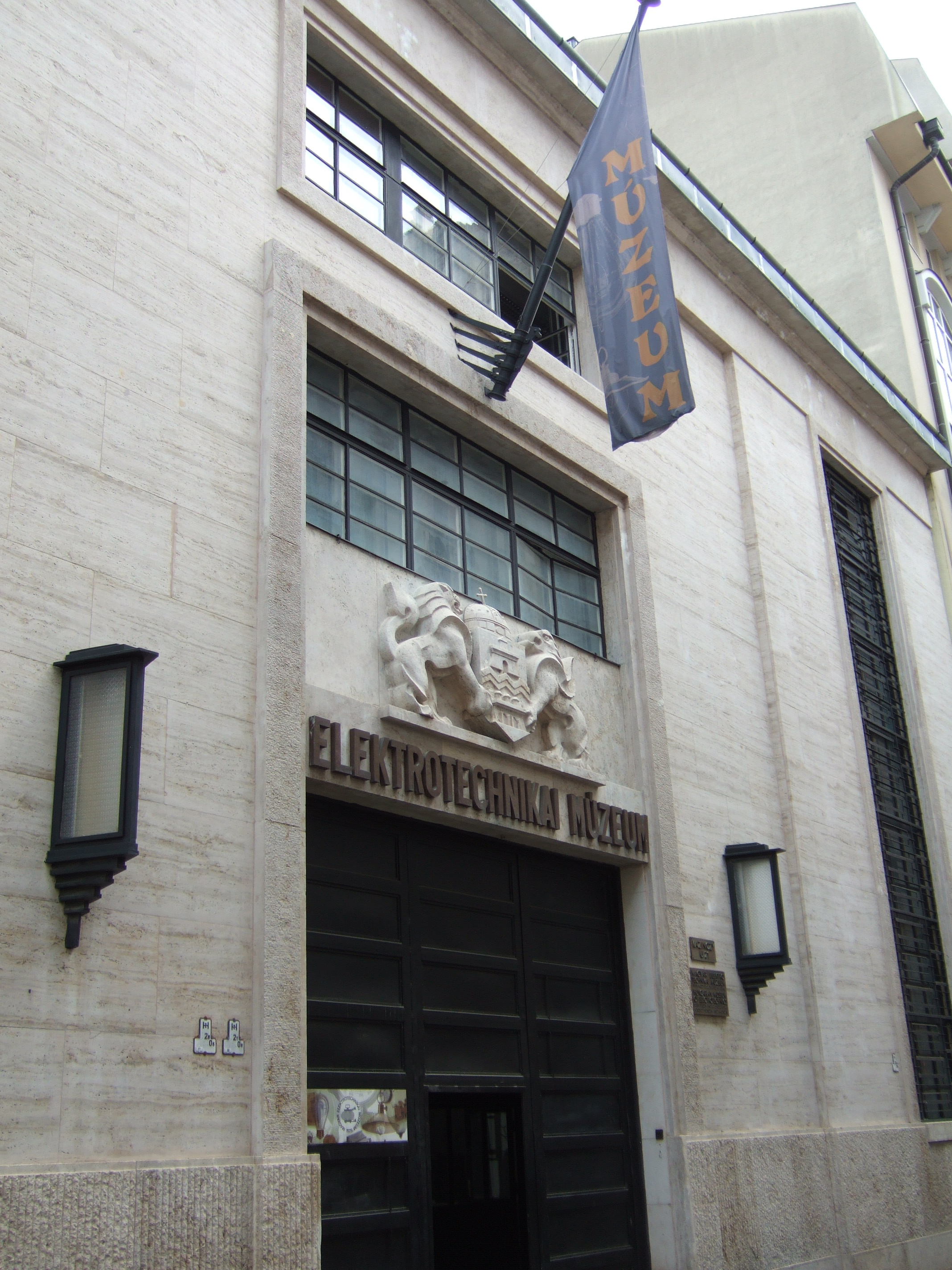
Elektrotechnikai Múzeum

- Elektrotechnikai Múzeum (VII. Kazinczy utca 21.)
- Eötvös Loránd Emlékgyűjtemény (XIV. Columbus utca 17-23.)
- Erdős Renée-ház Muzeális Gyűjtemény és Kiállítóterem (XVII. Báthori utca 31.)
- Ernst Múzeum (VI. Nagymező utca 8.; megszűnt 2013-ban, helyén a Robert Capa Kortárs Fotográfiai Központ működik)
- Etele Helytörténeti Gyűjtemény (XI. Gyékényes utca 45-47.)
- Evangélikus Országos Múzeum (V. Deák Ferenc tér 4.)

## F

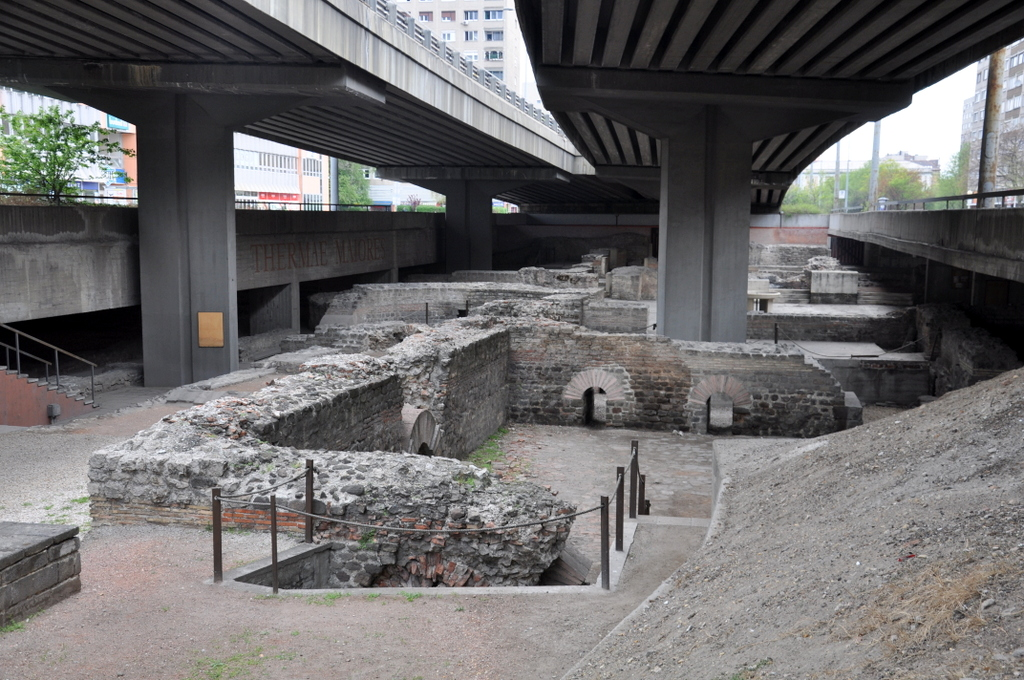
Fürdőmúzeum

- Ferencvárosi Helytörténeti Gyűjtemény (IX. Ráday utca 18.)
- Flippermúzeum (XIII. Radnóti Miklós utca 18.)
- Fodrászattörténeti Gyűjtemény (XIX. Ady Endre út 97-99.)
- Földalatti Vasúti Múzeum (V. Deák téri aluljáró)
- Földtani kiállítás (XIV. Stefánia út 14.)
- Fővárosi Képtár (III. Kiscelli utca 108.)
- Fradi Múzeum (IX. Üllői út 129.)
- Fürdőmúzeum (III. Flórián téri aluljáró)

## G

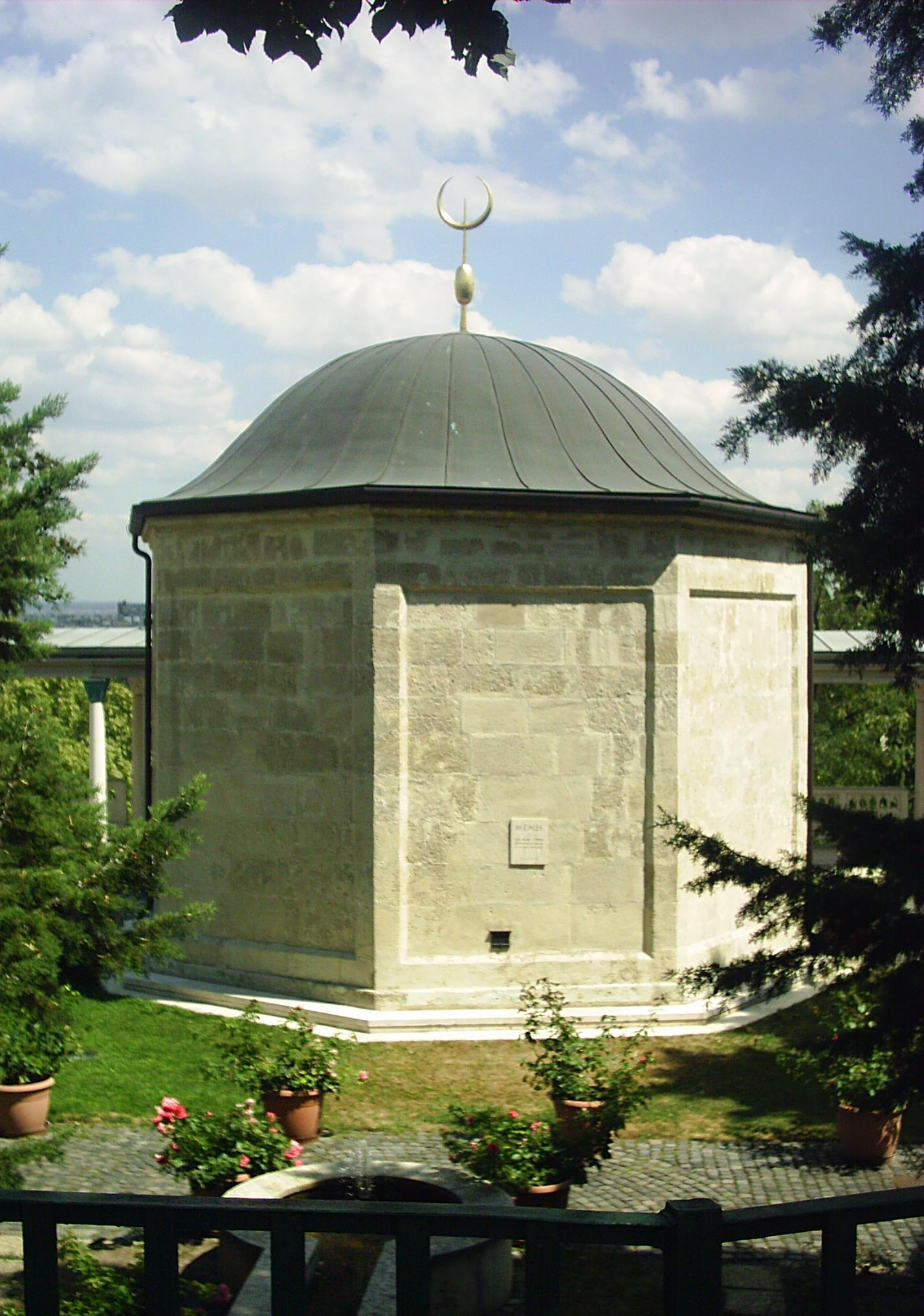
Gül Baba türbéje

- Gaál Imre Galéria (XX. Kossuth Lajos utca 39.)
- Galenus Gyógyszerészettörténeti Gyűjtemény (XIV. Dózsa György út 19.)
- Gamma Művek Ipartörténeti Szakgyűjteménye (XI. Petzvál József utca 56.; megszűnt 2010 körül)
- Gázmúzeum (VIII. II. János Pál pápa tér 20.; megnyílt 1994-ben,[1] megszűnt 2010 körül)
- Goldberger Textilipari Gyűjtemény lásd: Textil- és Textilruházati Ipartörténeti Múzeum
- Gül Baba türbéje (II. Mecset utca 14.)

## H

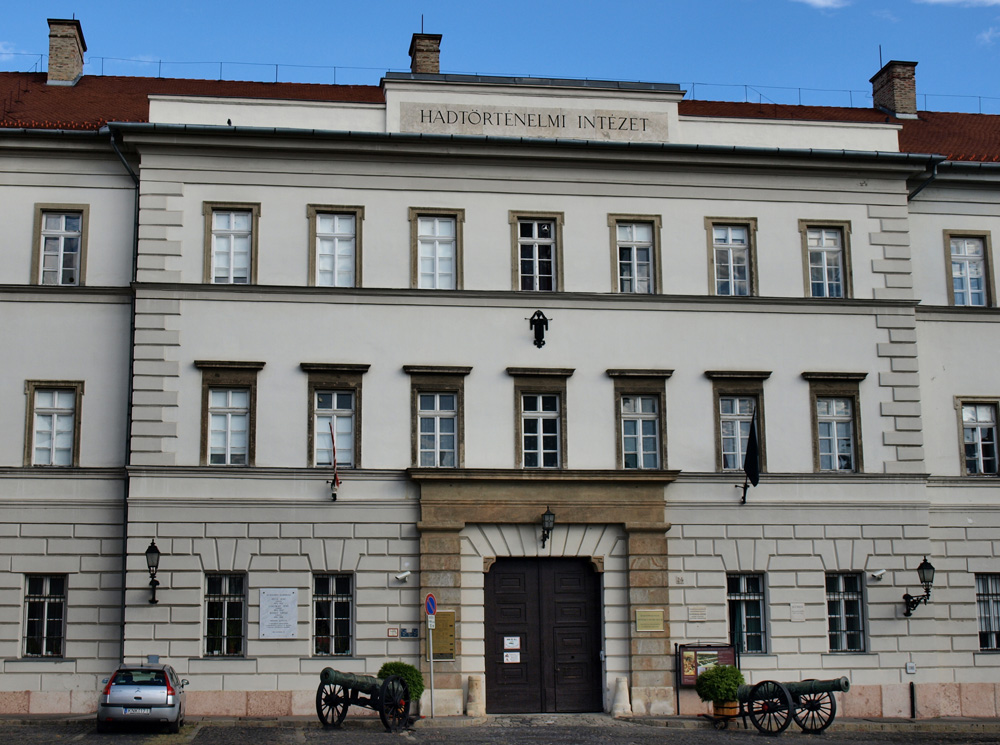
Hadtörténeti Intézet és Múzeum

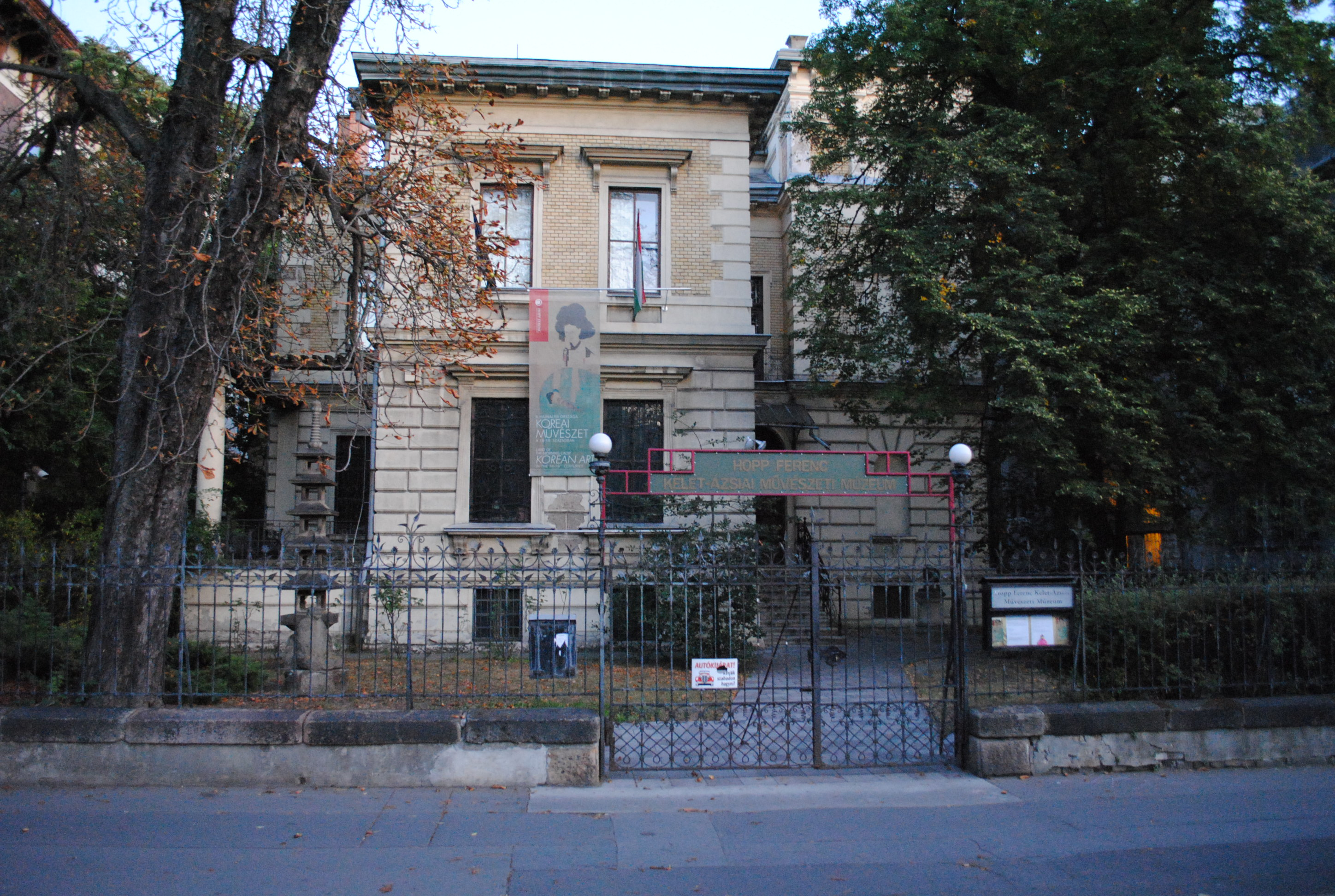
Hopp Ferenc Ázsiai Művészeti Múzeum

- Hadtörténeti Intézet és Múzeum (I. Kapisztrán tér	2-4.)
- Hegyvidéki Helytörténeti Gyűjtemény (XII. Zugligeti út 64.)
- Hercules-villa (III. Meggyfa utca 19-21.)
- Holokauszt Emlékközpont (IX. Páva utca 39.)
- Hopp Ferenc Ázsiai Művészeti Múzeum (VI. Andrássy út 103.)
- Houdini Ház (I. Dísz tér 11.)
- Húsipari Múzeum (IX. Gubacsi út 6/b; megszűnt 2010 körül)

## I, Í

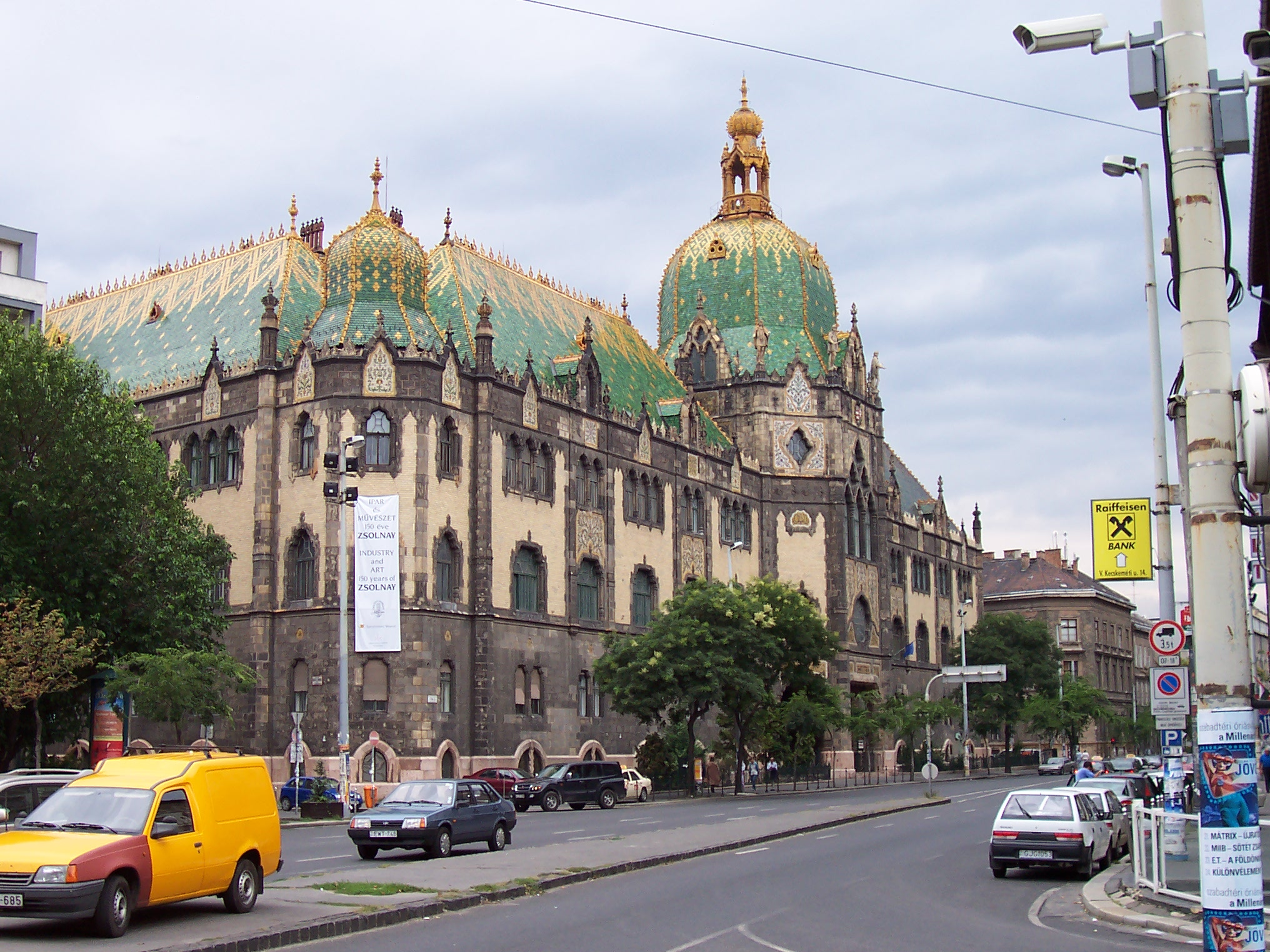
Iparművészeti Múzeum

- Iparművészeti Múzeum (IX. Üllői út 33-37.)

## J
- Jókai Mór Emlékszoba (XII. Költő utca 21.)
- József Attila Emlékhely (IX. Gát utca 3.)

## K

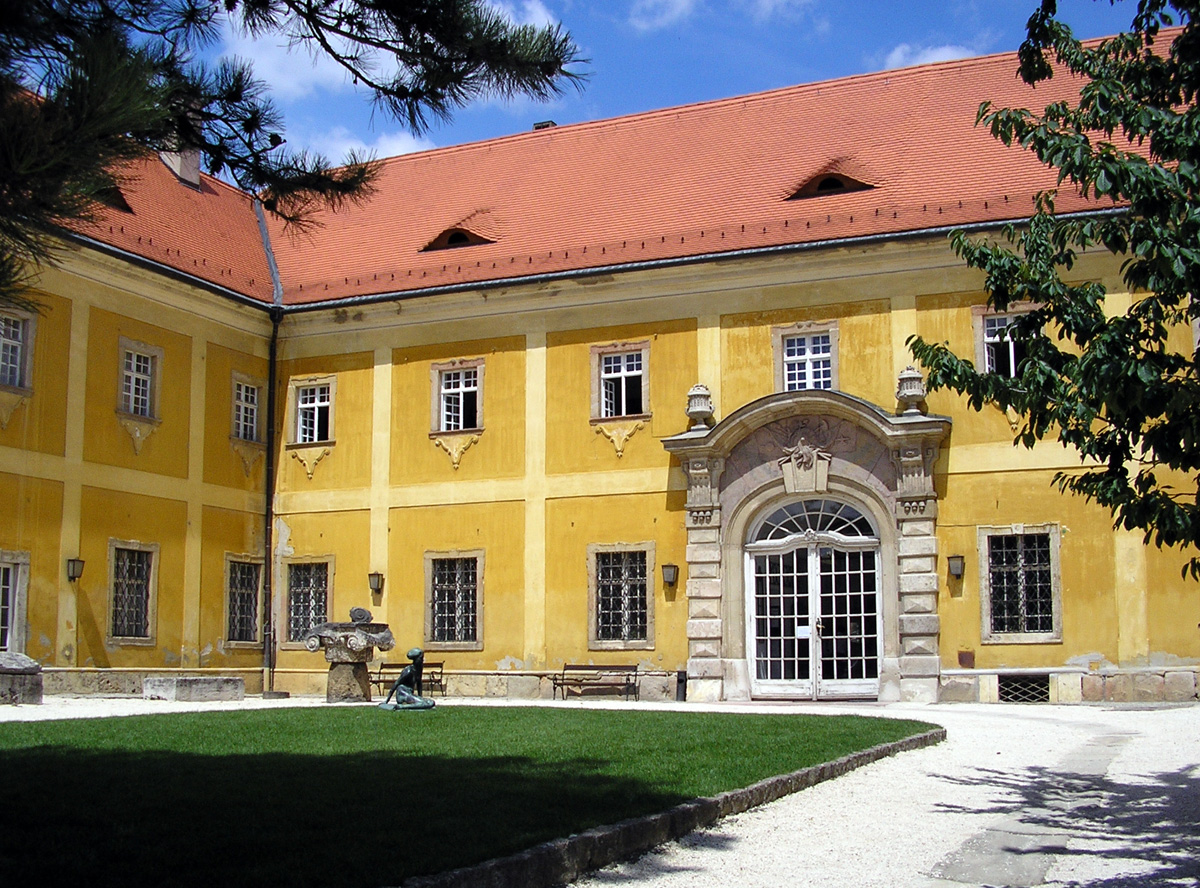
Kiscelli Múzeum

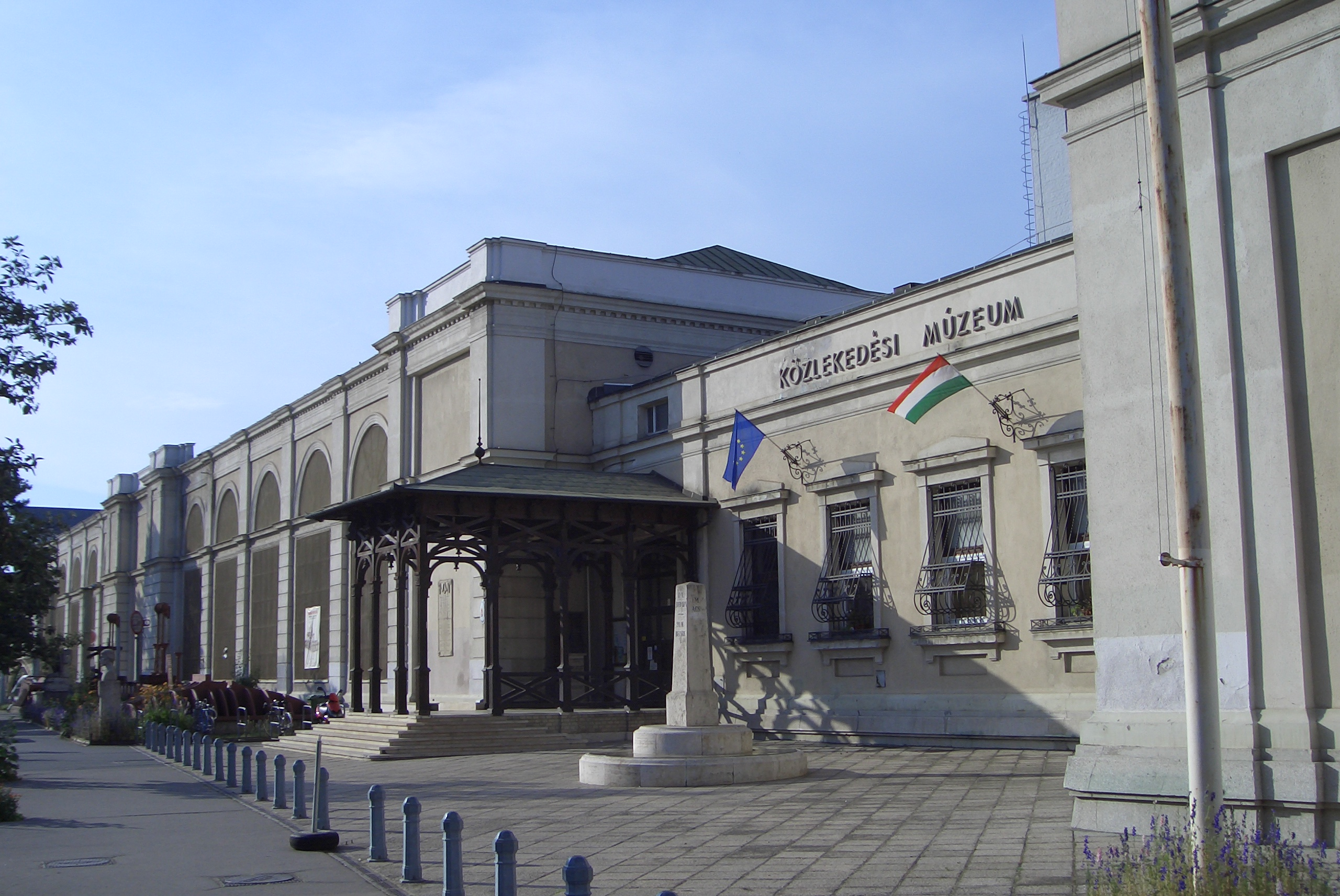
Közlekedési Múzeum

- Kassák Lajos Emlékmúzeum (III. Fő tér 1.)
- Katasztrófavédelem Központi Múzeuma (X. Martinovics tér 12.)
- Kertvárosi Helytörténeti Gyűjtemény (XVI. Veres Péter út 157.)
- Kiscelli Múzeum (III. Kiscelli utca 108.)
- Kispesti Futball Ház (XIX. Fő utca 38.)
- Kispesti Helytörténeti Gyűjtemény (XIX. Csokonai utca 9.)
- Kodály Zoltán Emlékmúzeum és Archívum (VI. Andrássy út 87-89.)
- KOGART Ház (VI. Andrássy út 112.)
- Kossuth Lajos Múzeumhajó (V. Vigadó téri hajóállomás, 2-es ponton)
- Középkori Zsidó Imaház (I. Táncsics Mihály utca 26.)
- Közlekedési Múzeum (2015-ig: XIV. Városligeti körút 11. jelenleg állandó telephely nélkül[2])
- Kőbányai Helytörténeti Gyűjtemény (X. Halom utca 37/b)
- Könyves Kálmán Szalon (VII. Nagymező utca; megszűnt az 1920-as évek közepén)
- Köztisztasági Múzeum (XV. Mélyfúró utca 10-12.)[3]
- Kresz Géza Mentőmúzeum (V. Markó utca 22.)
- Kun Zsigmond Lakásmúzeum (III. Fő tér 4.; megszűnt 2010-ben, gyűjteménye a mezőtúri Túri Fazekas Múzeumba került)

## L
- Lajta Monitor Múzeumhajó (V. Id. Antall József rakpart)
- Legújabbkori Történeti Múzeum (Budavári Palota A épület, I. Szent György tér 2.; megszűnt 1995-ben, gyűjteménye a Magyar Nemzeti Múzeumba került)
- Lengyel Múzeum (X. Állomás utca 10.)
- Lepkemúzeum (XV. József Attila utca 4.); 1936-tól az államosításig, de gyűjteményként 1978-ig (Bezsilla László)[4]
- Liszt Ferenc Emlékmúzeum és Kutatóközpont (VI. Vörösmarty utca 35.)
- Ludwig Múzeum – Kortárs Művészeti Múzeum (IX. Komor Marcell utca 1.)

## M

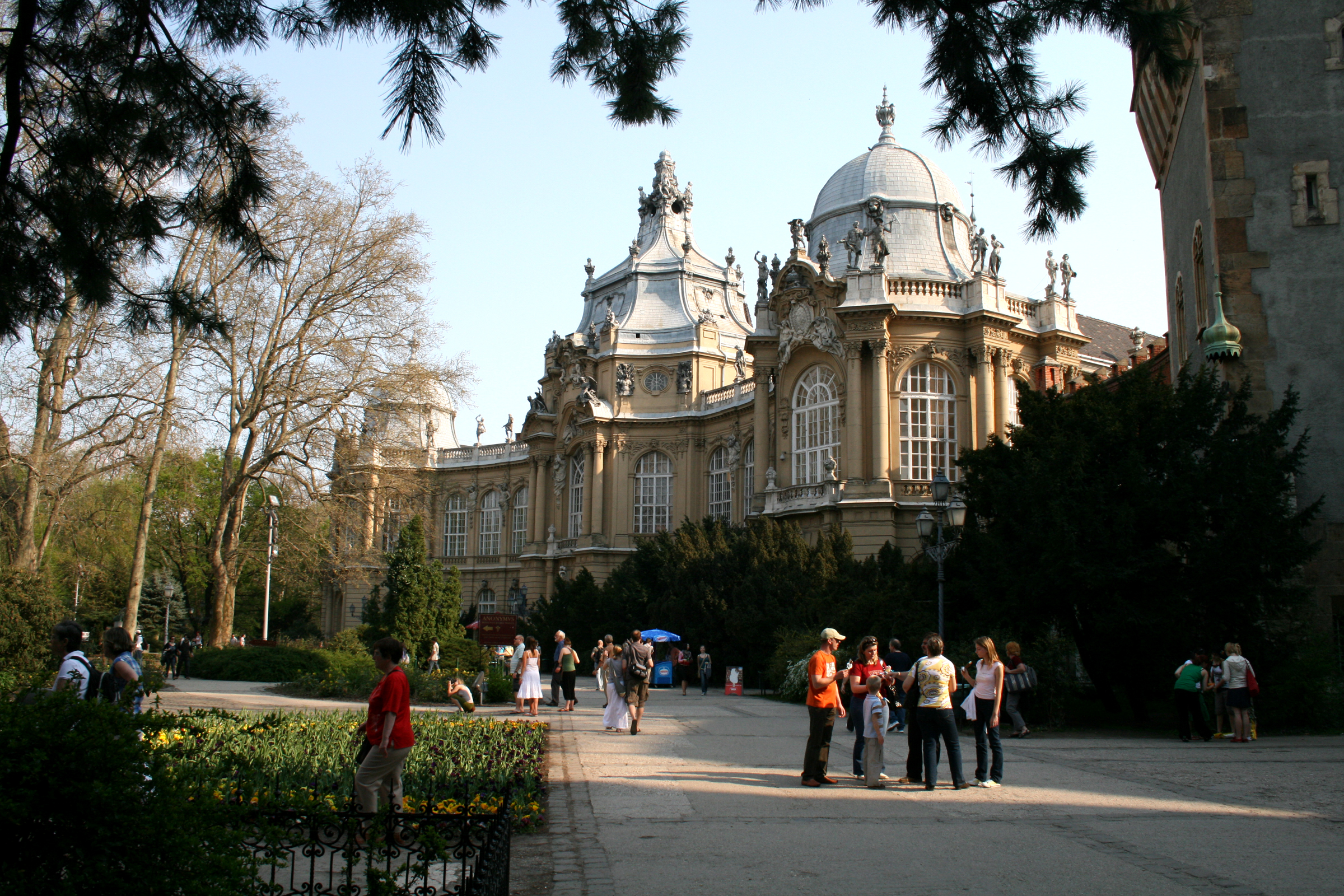
Magyar Mezőgazdasági Múzeum és Könyvtár

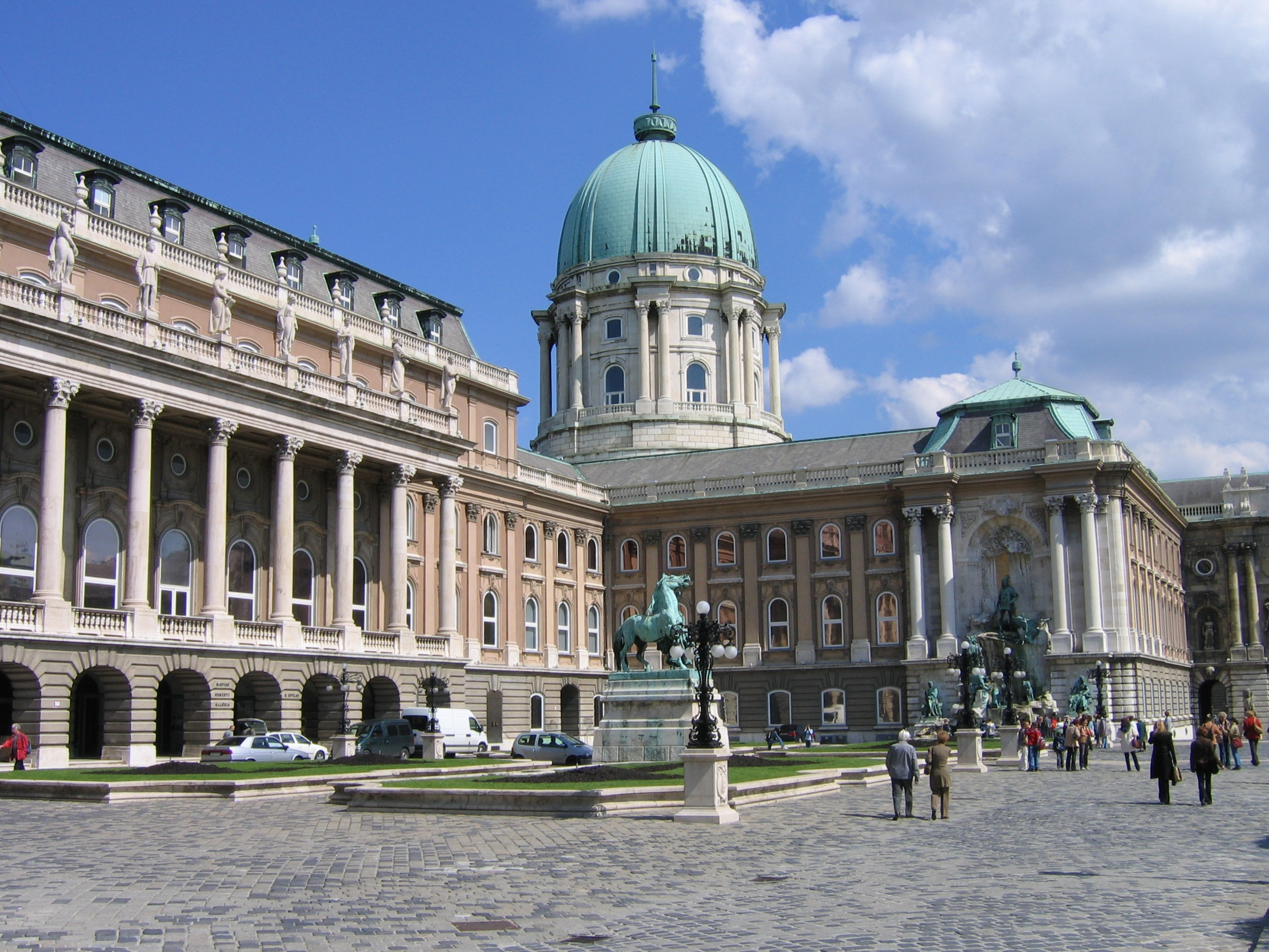
Magyar Nemzeti Galéria

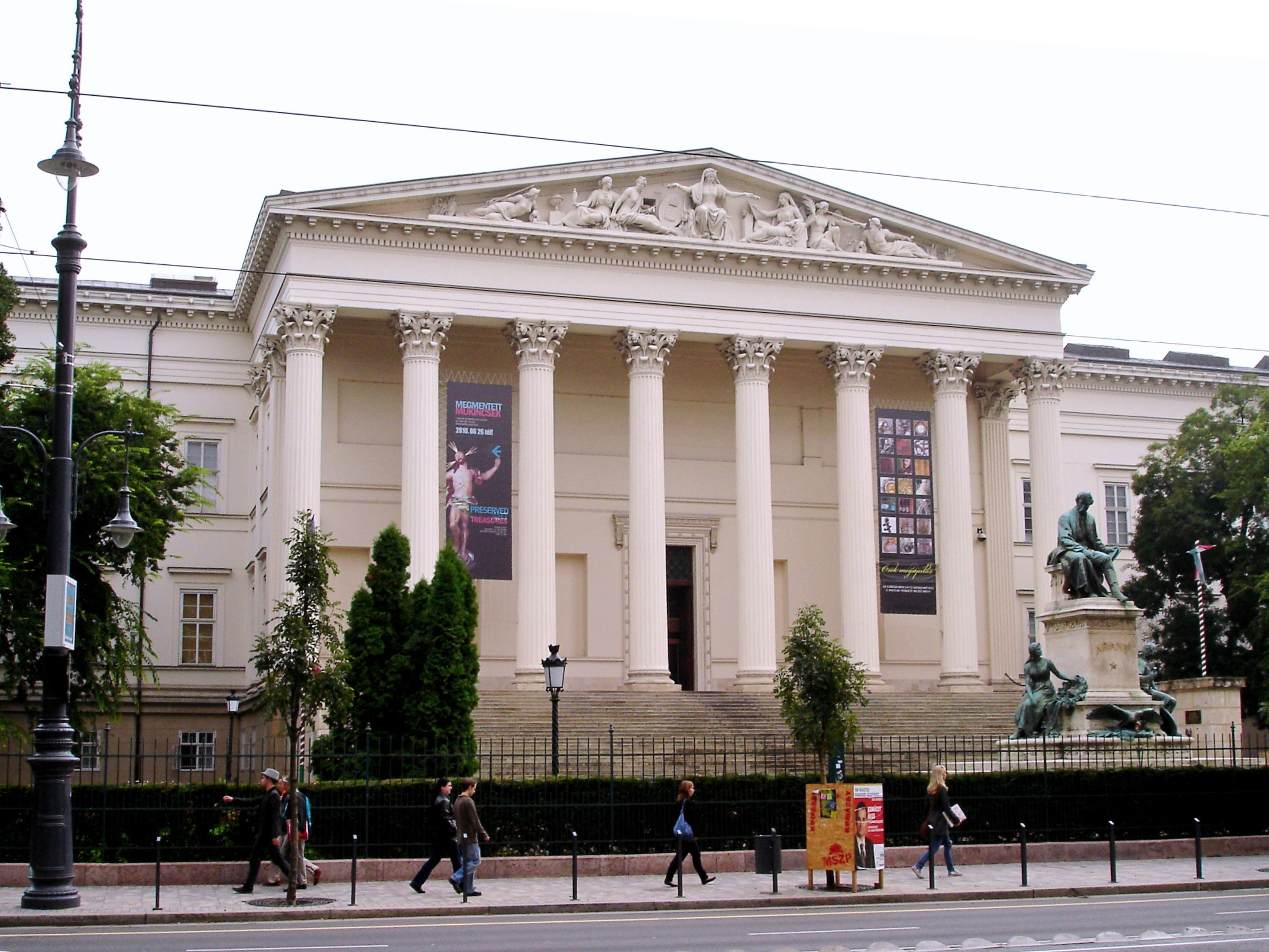
Magyar Nemzeti Múzeum

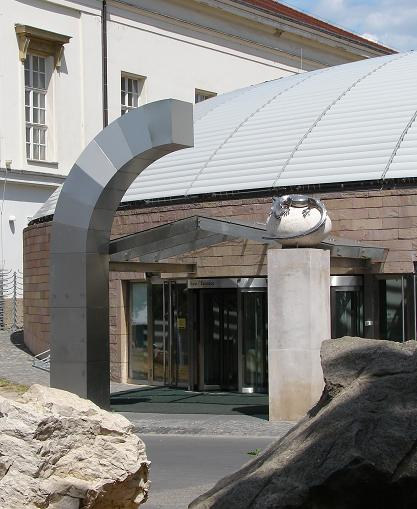
Magyar Természettudományi Múzeum

- Magyar Építészeti Múzeum (XI. Daróczi út 3.; nem rendelkezik kiállítóhellyel)
- Magyar Filmtörténeti Fotógyűjtemény (XIV. Róna utca 174.; megszűnt 2010 körül)
- Magyar Fotográfusok Háza – Mai Manó Ház (VI. Nagymező utca 20.)
- Magyar Katonai Térképészet Szakmatörténeti Múzeuma (II. Szilágyi Erzsébet fasor 7-9.)
- Magyar Kereskedelmi és Vendéglátóipari Múzeum (III. Korona tér 1.)
- Magyar Mesemúzeum (I. Döbrentei utca 15.)
- Magyar Meteorológiai Gyűjtemény (II. Kitaibel Pál utca 1.)
- Magyar Mezőgazdasági Múzeum és Könyvtár (XIV. Vajdahunyadvár)
- Magyar Műszaki és Közlekedési Múzeum
- Magyar Nemzeti Bank Bankjegy- és Érmegyűjtemény (V. Szabadság tér 8-9.; megszűnt 2013-ban)
- Magyar Pénzmúzeum és Látogatóközpont (XI. Krisztina krt. 6.)
- Magyar Nemzeti Galéria (Budavári Palota A–D épület, I. Szent György tér 2.)
- Magyar Nemzeti Múzeum (VIII. Múzeum körút 14-16.)
- Magyar Népi Iparművészeti Múzeum (I. Fő utca 6.)
- Magyar Olimpiai és Sportmúzeum (XIV. Ifjúság útja 2.)
- Magyar Szecesszió Háza (V. Honvéd utca 3.)
- Magyar Természettudományi Múzeum (VIII. Ludovika tér 2-6.)
- Magyar Tudományos Akadémia Művészeti Gyűjteménye (V. Széchenyi István tér 9.)
- Magyar Vasúttörténeti Park (XIV. Tatai utca 95.)
- Magyar Zsidó Múzeum és Levéltár (VII. Dohány utca 2.)
- Magyarországi Ruszinok Közérdekű Muzeális Gyűjteménye (XIV. Gyarmat utca 85/b)
- Malomipari Múzeum (IX. Soroksári út 24.; megszűnt 2012-ben)
- Memento Park (XXII. Balatoni út–Szabadkai utca sarok)
- MEO Kortárs Művészeti Gyűjtemény (IV. József Attila utca 4-6.; megszűnt 2004-ben)
- Miniversum (VI. Andrássy út 12.)
- Molnár-C. Pál Műterem-Múzeum (XI. Ménesi út 65.)
- Műcsarnok (XIV. Dózsa György utca 37.)
- Műszaki Tanulmánytár (XI. Prielle Kornélia utca 10.)

## N

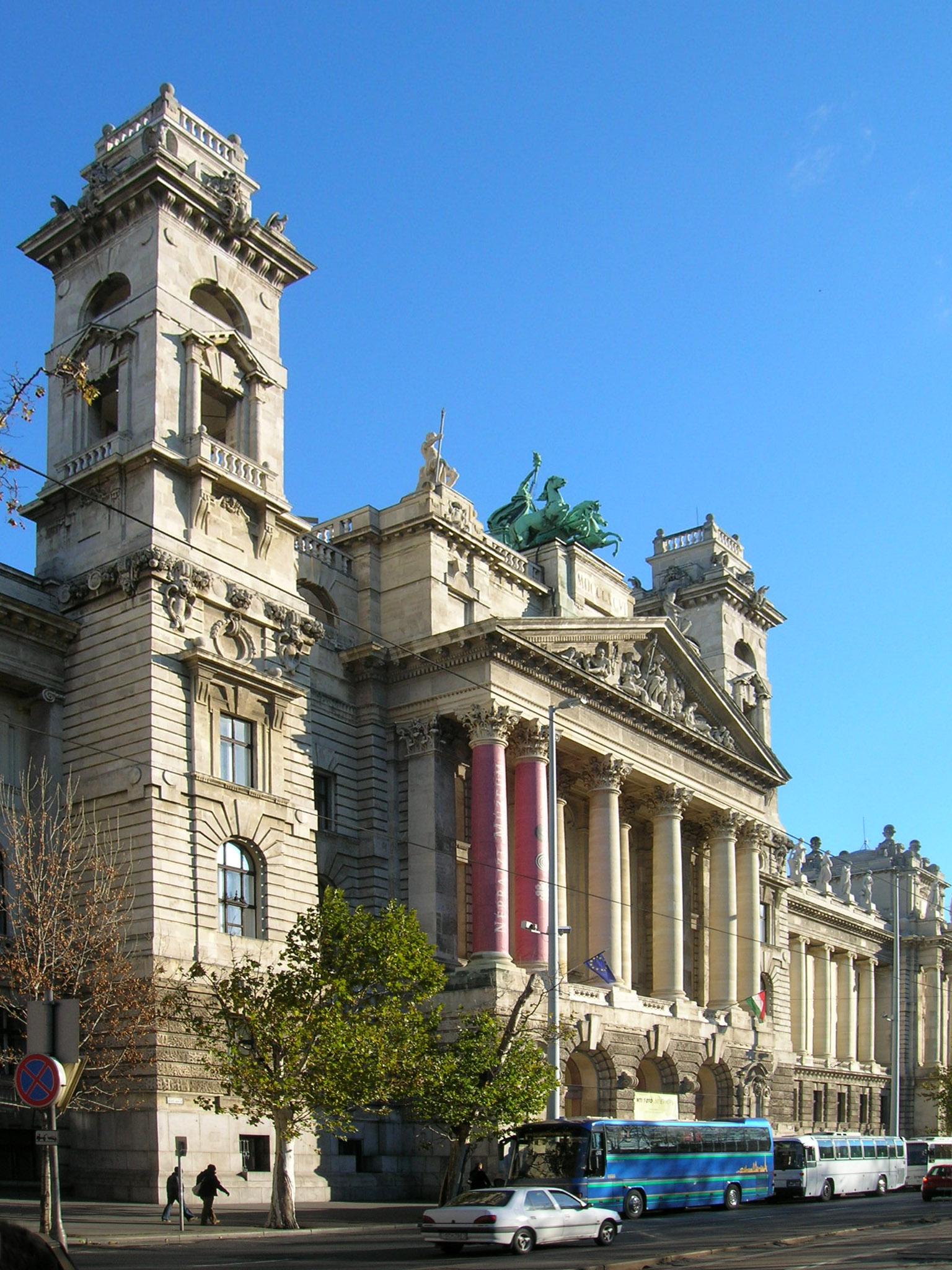
Néprajzi Múzeum

- Nagy Imre Emlékház (II. Orsó utca 43.)
- Nagytétényi Helytörténeti Kiállítótér (XXII. Nagytétényi út 274-276.)
- Nagytétényi Kastély (XXII. Kastélypark utca 9.)
- Nemzeti Emlékezet Múzeuma (VIII. Fiumei út 16.)
- Nemzeti Szalon (V. Erzsébet tér; megszűnt 1960-ban)
- Neogrády László Helytörténeti Gyűjtemény (IV. Berda József utca 48.)
- Néprajzi Múzeum (XIV. Dózsa György út 35.)

## Ny
- Nyugat Irodalmi Emlékmúzeum (XII. Városmajor utca 48/b; megszűnt 2010 körül, a Petőfi Irodalmi Múzeum kiállítóhelyeként működött)

## O, Ó
- Országgyűlési Múzeum (V. Kossuth Lajos tér 1-3.)
- Országos Képtár (megszűnt 1894-ben, gyűjteménye a Szépművészeti Múzeumba került)
- Országos Pedagógiai Könyvtár és Múzeum (VIII. Könyves Károly körút 40.)
- Országos Színháztörténeti Múzeum és Intézet (I. Krisztina körút 57.)
- OTP Pénzügytörténeti Gyűjtemény (V. Vigyázó Ferenc utca 6.)
- Óbudai Múzeum (III. Fő tér 1.)

## Ö, Ő

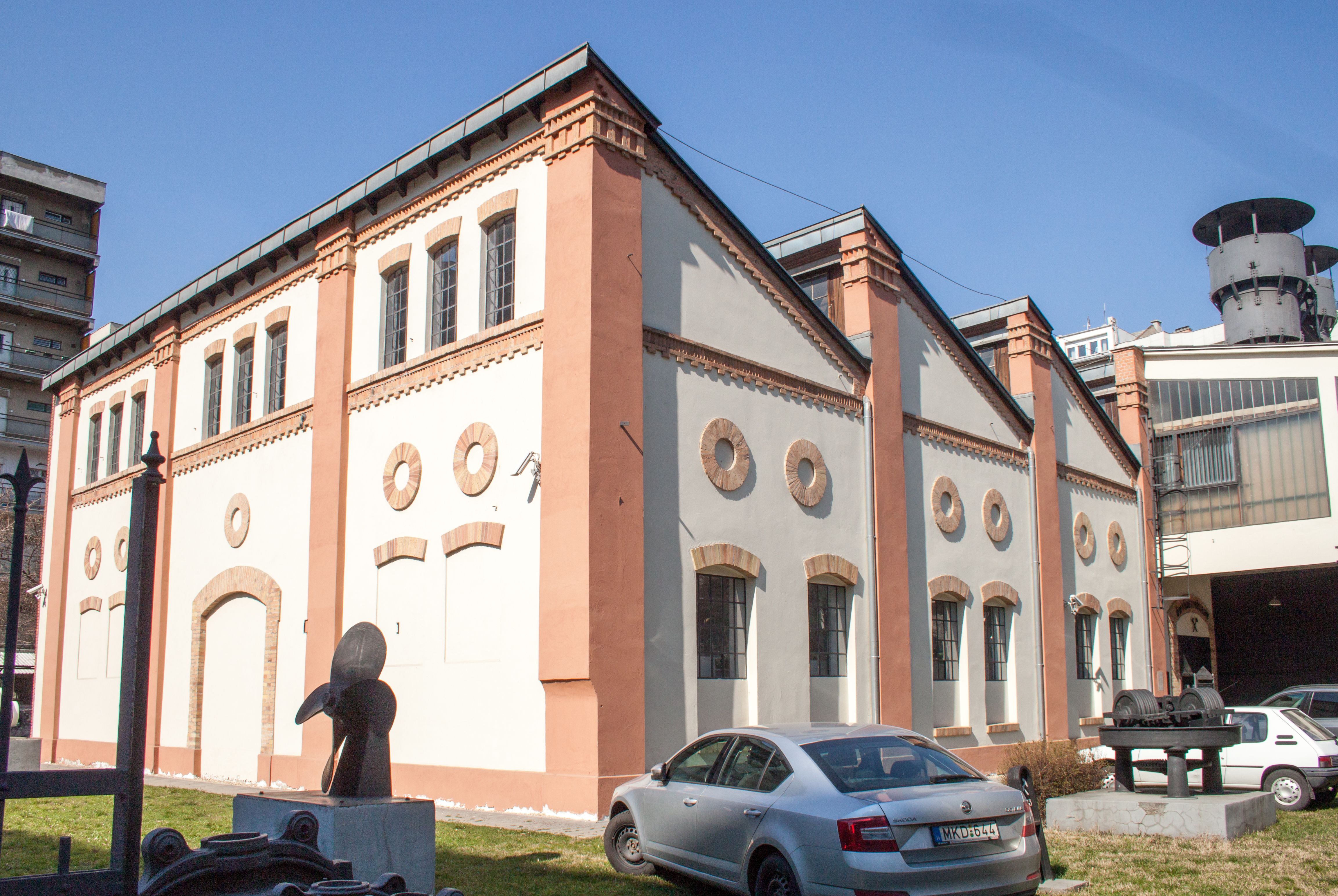
Öntödei Múzeum

- Öntödei Múzeum (II. Bem József utca 20.)

## P

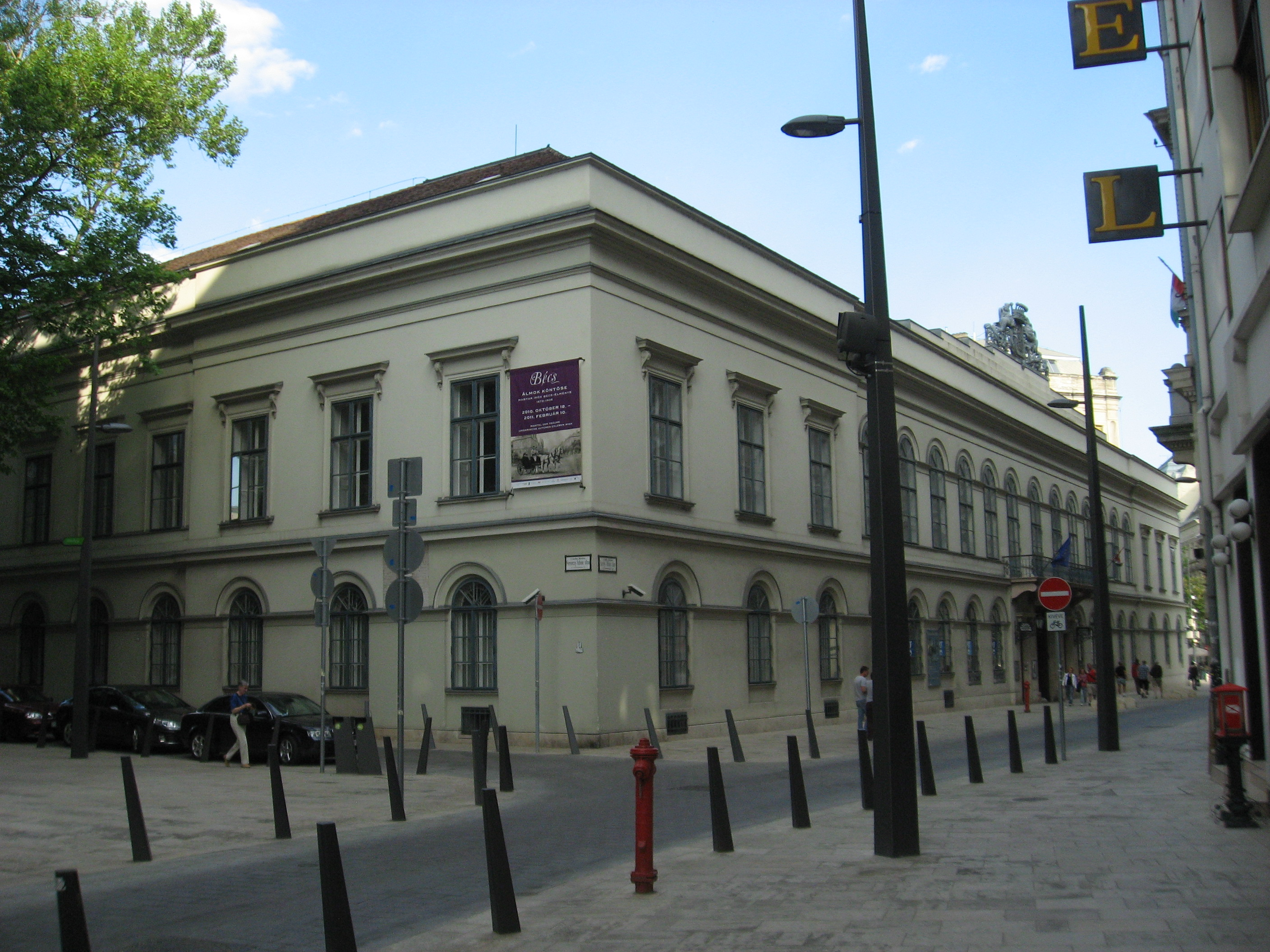
Petőfi Irodalmi Múzeum

- Pénzügyőr- és Adózástörténeti Múzeum (VI. Munkácsy Mihály utca 19/b és VII. Dob utca 75-81.)
- Pest Megyei Történeti Tár (V. Városház utca 7.)
- Pesterzsébeti Múzeum (XX. Baross utca 53.)
- Petőfi Irodalmi Múzeum (V. Károlyi utca 16.)
- Postamúzeum (VI. Budapest, Benczúr utca 27.)
- Pszichiátriai Művészeti Gyűjtemény (IX. Tóth Kálmán utca 4.)
- Puskás Múzeum

## R
- Rádió- és Televíziótörténeti Kiállítóhely (VIII. Pollack Mihály tér 8-10.)
- Rákospalotai Múzeum (XV. Pestújhelyi út 81.)
- Ráth György-villa (VI. Városligeti fasor 12.)
- Rátkay-Átlók Galéria (XX. Klapka utca 48.)
- Rendőrmúzeum (VIII. Mosonyi utca 5.)
- Repüléstörténeti kiállítás (XIV. Zichy Mihály utca 14.; megszűnt 2015-ben, a Magyar Műszaki és Közlekedési Múzeum kiállítóhelyeként működött)
- Robert Capa Kortárs Fotográfiai Központ (VI. Nagymező utca 8.)
- Róth Miksa Emlékház és Gyűjtemény (VII. Nefelejcs utca 26.)

## S

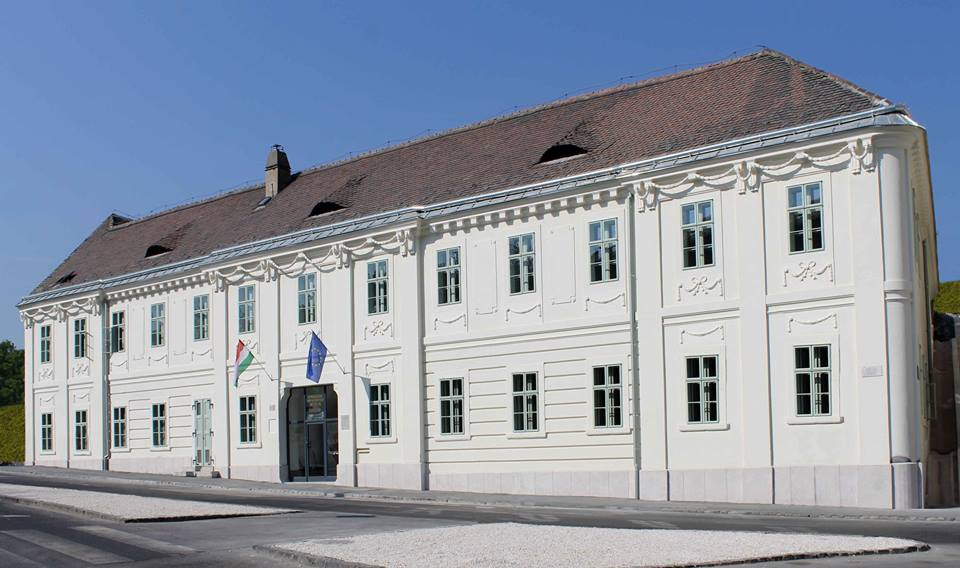
Semmelweis Orvostörténeti Múzeum

- Semmelweis Orvostörténeti Múzeum, Könyvtár és Levéltár (I. Apród utca 1-3.)
- Soroksári Helytörténeti Gyűjtemény (XXIII. Szitás utca 105.)

## Sz

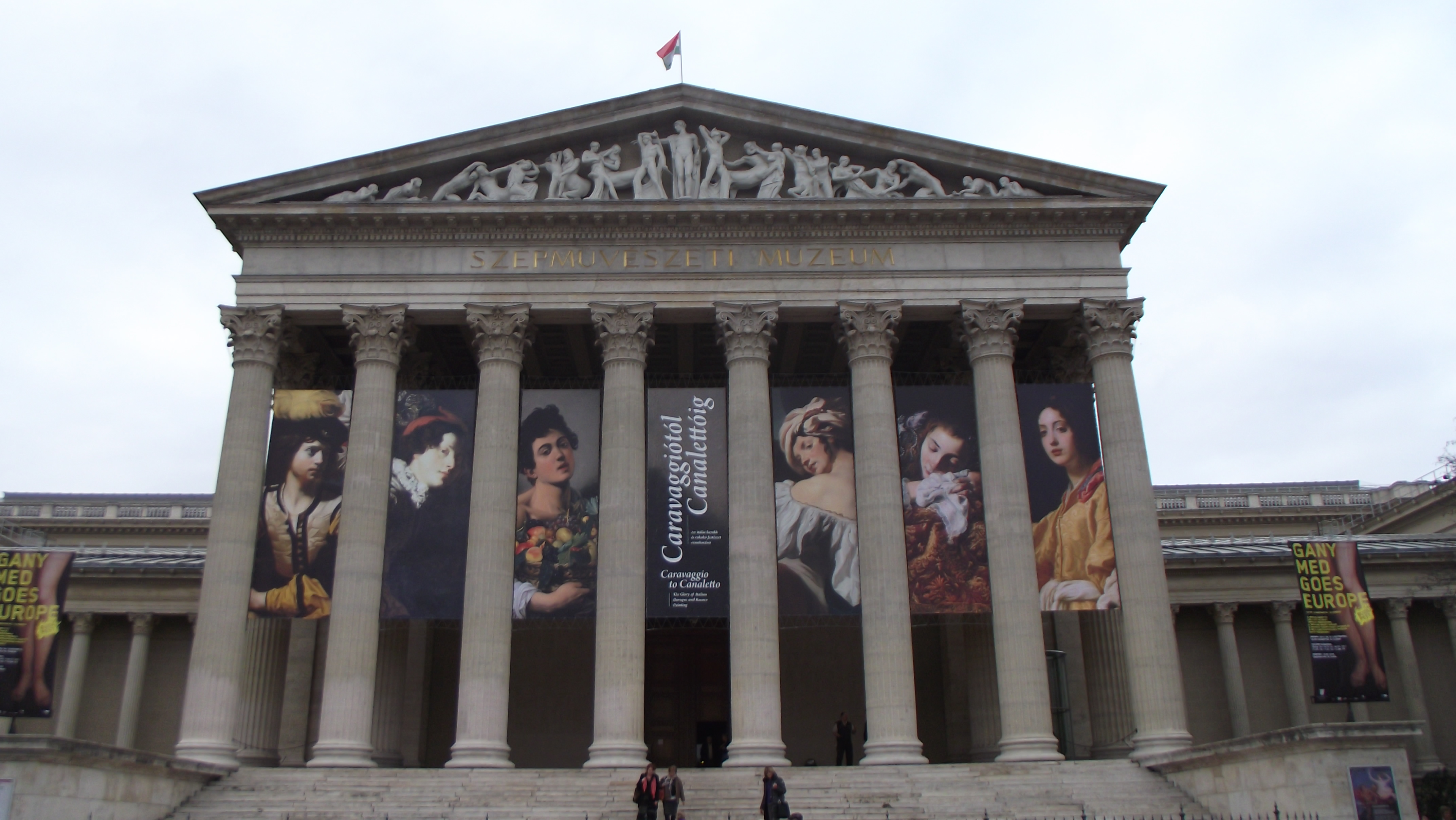
Szépművészeti Múzeum

- Szamos Csokoládémúzeum (V. Kossuth Lajos tér 10.)
- Szántó Piroska Emlékmúzeum (I. Várkert rakpart 17.; megszűnt 2013-ban)
- Szent István-bazilika Kincstára (V. Szent István tér 1.)
- Szépművészeti Kiállítások Helyisége (Fränkel Szalon, V. Apáczai Csere János utca; megszűnt 1945-ben)
- Szépművészeti Múzeum (XIV. Dózsa György út 41.)
- Sziklakórház Atombunker Múzeum (I. Lovas utca 4/c)

## T

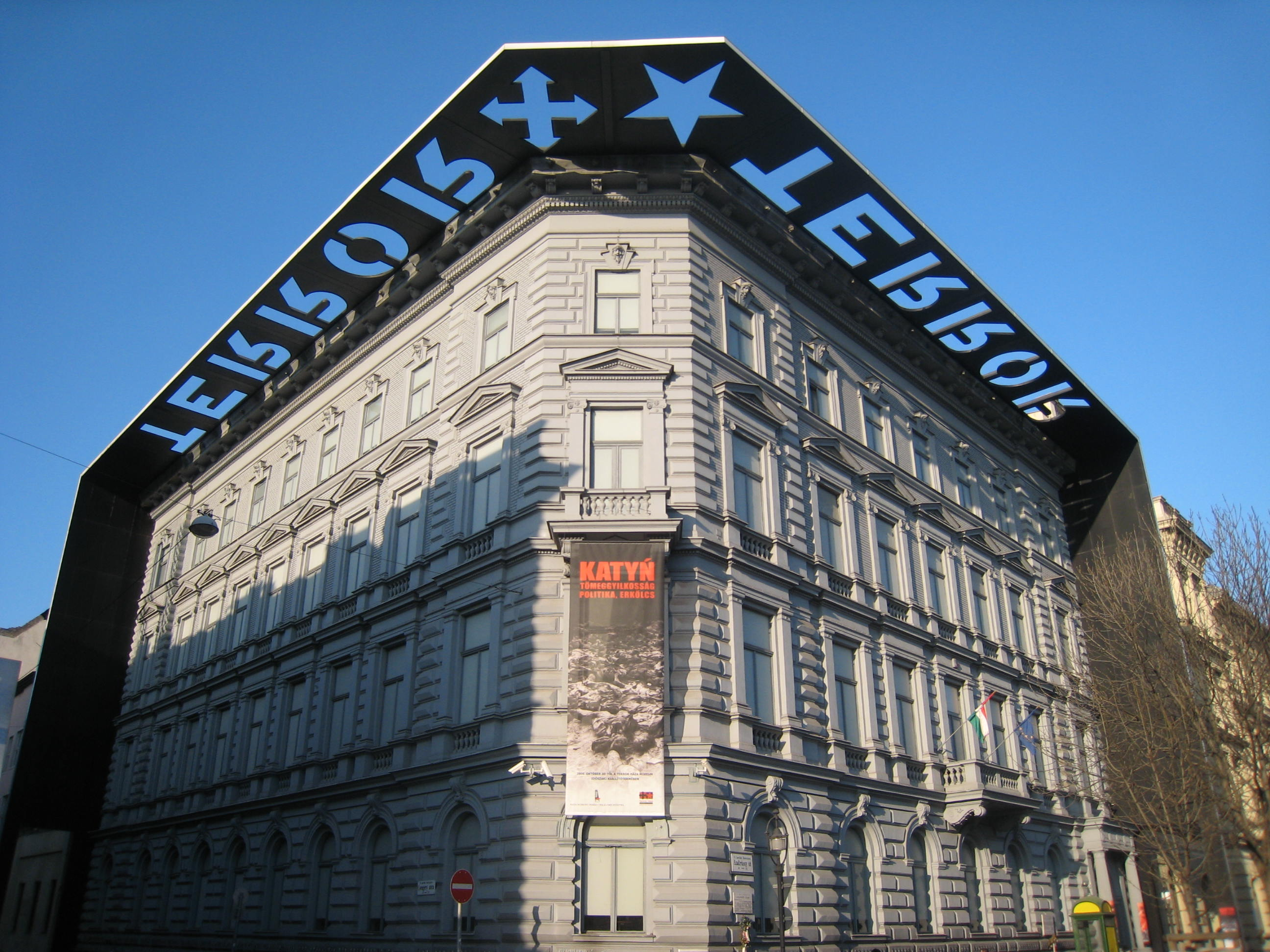
Terror Háza Múzeum

- Tabán Múzeum (I. Döbrentei utca 9.; megszűnt 2012-ben)
- Táborvárosi Múzeum (III. Pacsirtamező utca 65.)
- Tamás Galéria (V. Akadémia utca; megszűnt 1944-ben)
- Távírómúzeum (Távírótörténeti állandó tárlat) (XVII. Pesti út 115.)[5]
- Telefónia Múzeum (I. Úri utca 49.) 2020-ban végleg bezárt, virtuálisan még elérhető.
- Természetrajzi Múzeum (XI. Pázmány Péter sétány 1/c)
- Terror Háza Múzeum (VI. Andrássy út 60.)
- Textil- és Textilruházati Ipartörténeti Múzeum (Goldberger Múzeum) (III. Lajos utca 136-138.)
- Titok Galéria (VI. Ó utca 12.)
- Tomory Lajos Múzeum (XVIII. Szent Lőrinc sétány 2.)
- Tóth Ilonka Emlékház (XVI. Állás utca 57.)
- Törley Gyűjtemény és Látogatóközpont (XXII. Anna utca 5-7.)
- Tűzoltó Múzeum (X. Martinovics tér 12.)

## U, Ú
- Új Budapest Galéria (Bálna, IX. Fővám tér 11-12.)
- Újpesti Lepkemúzeum (IV. Dessewffy utca 26.)
- Urban Betyár Élményközpont (V. Október 6. utca 16-18.)

## V

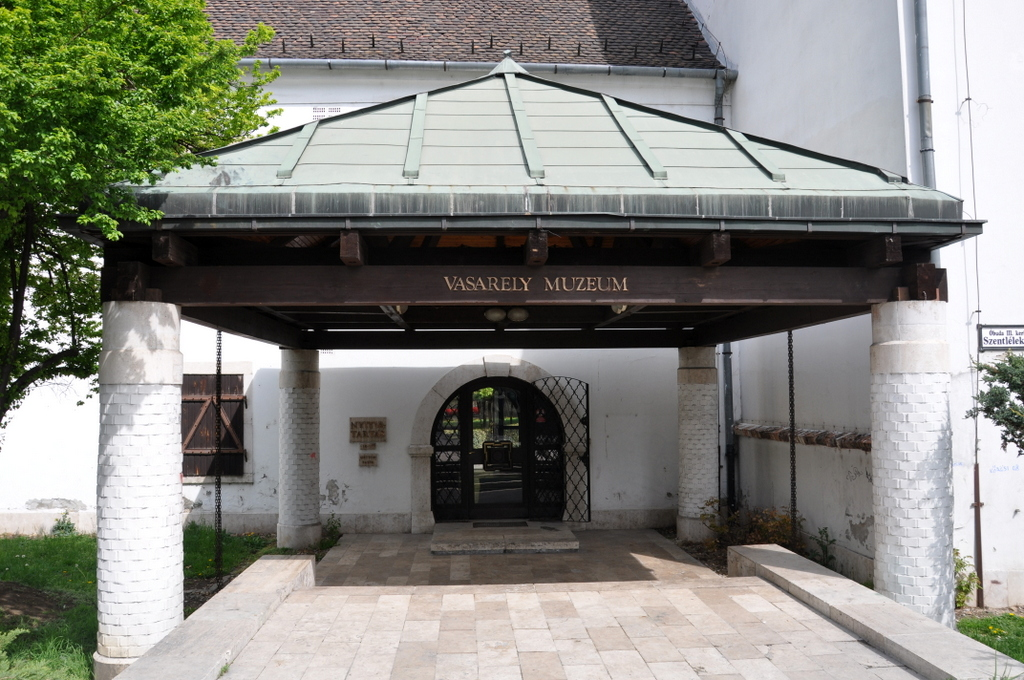
Victor Vasarely Múzeum

- Varga Imre Gyűjtemény (III. Laktanya utca 7.)
- Várkert Bazár (I. Ybl Miklós tér 6.)
- Veres Péter Irodalmi Emlékház (II. Gárdonyi Géza utca 60.)
- Victor Vasarely Múzeum (III. Szentlélek tér 6.)
- Vigadó Galéria (V. Vigadó tér 2-6.)

## Z

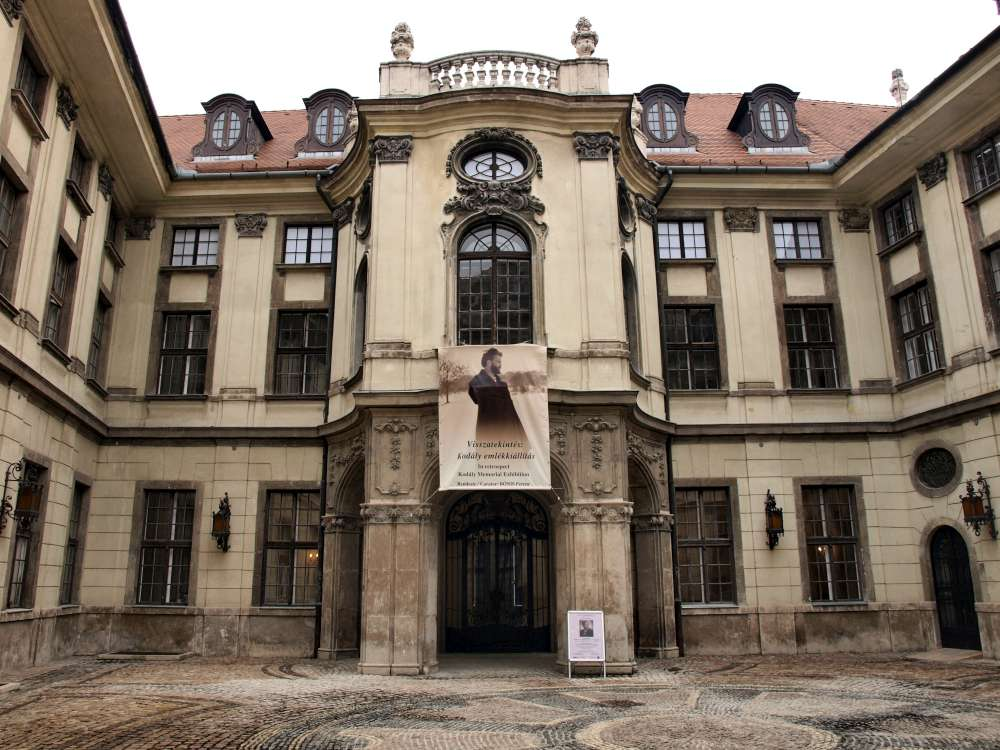
Zenetörténeti Múzeum

- Zászlókiállítás (VIII. József körút 68.)
- Zelnik István Délkelet-Ázsiai Aranygyűjtemény (VI. Andrássy út 110.; megszűnt 2014-ben)
- Zenetörténeti Múzeum (I. Táncsics Mihály utca 7.)
- Zwack Látogatóközpont (IX. Dandár utca 1.)